# Baumholtzer Menyhért
Baumholtzer Menyhért (Szebény, 1795. október 6. – Pécs, 1858. december 2.) katolikus pap.

## Élete
Iskoláit Pécsett járta, ahol 1818–1819-ben negyedik éves teológus volt. Miután 1819. július 15-én misés pappá szentelték, előbb rácpetrei, majd szekszárdi, végül olaszi káplán volt. Ez utóbbi településről hat év szolgálat után, 1833 áprilisában helyezték át Kisasszonyfára, immár plébánosként. Két évvel később, 1835-ben Bólyba került, ahol több mint két évtizedet töltött. Élete vége felé, 1856 márciusában szülőfalujába helyezték át.

## Munkái
- Oratio dicta in seminario s. Pauli apostoli anno 1819. die 25. jan. Pesthini, 1818. (sic!)